# Валінке
Валінке — народний фольклорний ансамбль пісні і танцю верхових чувашів Аліковського району Чуваської Республіки.
У складі колективу 60 майстрів народної художньої творчості.
Керівник — Лідія Василівна Філіппова, директор Аліковського палацу культури.

## Склад колективу
Творчий колектив чуваської пісні і танцю включає себе три вікові групи: старше покоління, середнє і молодше — дитяче. Соціальний портрет учасників «Валінко» вчителі, школярі, лікарі, пенсіонери, працівники культури.
Народні артисти при виконанні пісень і показі обрядів користуються справжніми національними костюмами та музичними інструментами: палнай, най, хупху, тутут, кавал, параппан, які вносять неповторний колорит.

### Дитяче відділення колективу
В репертуарі «Пролісків» (Çеçпĕлсем) колискові, ігрові пісні, танці, частівки, казки. Маленькі артисти також беруть участь в обрядах, святах. Дитяча група удостоєна премій фестивалів «Черчен чечексем» («Квіти Чувашії») і «Пĕчĕк çеç путене» («Перепілочка»).

## Творчий шлях колективу
Фольклорний колектив «Валінке» Аліковского району Чувашії створюється в 1970 р. з ініціативи директора Будинку культури Любові Михайлівни Константинової.
З 1995 по 2001 рік колективом керувала випускниця фольклорного відділення Чебоксарского музичного училища Аліна Афанасьєва. У тому ж році «Валінке» бере участь у фестивалі «Між Волгою і Доном», що проходив у Волгограді.
У 2000 році Валінко показує свою майстерність на Фестивалі чуваської культури в Оренбурзькій області.
У жовтні 2001 року біля керма колективу стає Інна Віталіївна Афанасьєва, яка закінчила відділення хорового диригування Казанського державного інституту культури.
В 2006–2008 рр.. народні майстри відвідали концертною програмою Москву, Волгоград, Саратов, Кіров, Богородськ (Нижньогородська область), Башкортостан, Татарстан.
25-27 червня 2010 Валінке їде на батьківщину відомого етнографа фольклориста Д. К. Зеленіна — в село Люк Завьяловского району Удмуртської Республіки для участі в V Міжрегіональному фольклорному фестивалі «Вікно в небо»
У 2011 році творчий колектив відвідав на запрошення чуваської національно-культурної автономії Красноярського Краю свято «Чуклеме». На зворотному шляху з далекої подорожі аліковскіе майстра пісні і танцю зробили дві концертні зупинки в Тюмені та Єкатеринбурзі — порадували місцевих чувашів музичною культурою вір'ял.

## Нагороди, премії
- Диплом 2-го ступеня, 5-й Всеросійський фестиваль фольклорних колективів «Хрустальний ключ», 2008, серпень, Богородськ (Нижньогородська область).
- Ансамбль «Валінке» брав участь у багатьох фестивалях — «Джерела Росії», «Між Сурою і Цівілєв», «Стародавні візерунки», також у республіканських «Акатуї», приймає гостей щорічно проводиться Міжрегіонального фестивалю чуваської естрадної музики Вір'ял шевлісем.
- Дитяча група «Валінке» удостоєна премій фестивалів «Черчен чечексем» («Квіти Чувашії») і «Пĕчĕк çеç путене» («Перепілочка»).